# Kerstin von der Decken
Kerstin von der Decken (vormals Kerstin Odendahl; * 22. November 1968 in Hamburg als Kerstin Brandt) ist eine deutsche Juristin, Professorin für Völkerrecht und Europarecht sowie Politikerin (CDU). Sie ist seit dem 29. Juni 2022 Ministerin für Justiz und Gesundheit des Landes Schleswig-Holstein im Kabinett Günther II.

## Leben und Wirken
Kerstin von der Decken wurde als Tochter des Biologen Ulrich Brandt und seiner Frau Gerlinde, geb. Groß, in Hamburg geboren und lebte bis 1982 in Mexiko-Stadt. Dort besuchte sie die Deutsche Schule „Alexander von Humboldt“. Nach dem Abitur, 1988 am Freiherr-vom-Stein-Gymnasium in Leverkusen, studierte sie Rechtswissenschaften und Internationale Beziehungen an der Rheinischen Friedrich-Wilhelms-Universität Bonn, dem Institut d‘Etudes Politiques Aix-en-Provence und der Universität Trier. Dem Erwerb des „Certificat d‘Etudes Politiques“ in Aix-en-Provence 1991 folgte 1994 das Erste Juristische Staatsexamen in Trier.
Im Anschluss arbeitete Kerstin von der Decken als Wissenschaftliche Mitarbeiterin von Udo Di Fabio und Gerhard Robbers. 1997 wurde sie mit der Dissertation Reichweite und Schranken territorialer Souveränitätsrechte über die Umwelt  an der Universität Trier promoviert.
Von 1996 bis 1998 absolvierte Kerstin von der Decken den Juristischen Vorbereitungsdienst in Cottbus und legte dort 1998 das Zweite Juristische Staatsexamen ab. Zwischen 1998 und 2000 arbeitete sie in Berlin, wo sie im Auftrag der drei Berliner Universitäten (Freie Universität Berlin, Humboldt-Universität zu Berlin, Technische Universität Berlin) den interdisziplinären Postgraduiertenstudiengang „Europawissenschaften“ aufbaute und koordinierte.
Im Jahr 2000 wechselte von der Decken nach Trier, um sich als Leiterin eines Projekts der Deutschen Forschungsgemeinschaft für Nachwuchswissenschaftler der Habilitation zu widmen. Diese erfolgte im Februar 2004 auf Grundlage der Schrift Kulturgüterschutz. Entwicklung, Struktur und Dogmatik eines ebenenübergreifenden Normensystems. Ihr wurde die venia legendi für Öffentliches Recht, Völker- und Europarecht verliehen.
2004 wurde Kerstin von der Decken an den Lehrstuhl für Völker- und Europarecht an der Universität St. Gallen berufen. Dort wurde sie 2007 zur Vize-Dekanin und 2009 zur Dekanin der Juristischen Fakultät gewählt. 2011 folgte sie dem Ruf an die Christian-Albrechts-Universität zu Kiel. Dort ist sie Inhaberin des Lehrstuhls für Öffentliches Recht mit Schwerpunkt Völkerrecht, Europarecht und Allgemeine Staatslehre sowie Ko-Direktorin des Walther-Schücking-Instituts für Internationales Recht.
Gastprofessuren führten Kerstin von der Decken an die Université Paris 1 Panthéon-Sorbonne (2005), das Georgetown University Law Center, Washington D.C. (2007), die Universidad de Oviedo (2008) und die Karl-Franzens-Universität Graz (2010). Seit 2009 hat sie eine ständige Gastprofessur für Völkerrecht an der Paris-Sorbonne University Abu Dhabi inne. 2016 wurde sie in die Akademie der Wissenschaften in Hamburg gewählt.
Die Forschungsschwerpunkte von Kerstin von der Decken liegen bei den Grundlagen des Völkerrechts und des Europarechts sowie beim internationalen Umweltrecht, dem Kultur- und dem Sicherheitsrecht.
Kerstin von der Decken wurde am 29. Juni 2022 von Ministerpräsident Daniel Günther zur Ministerin für Justiz und Gesundheit des Landes Schleswig-Holstein ernannt.

## Auszeichnungen
- 1990/1991: Prix de l'Institut d'Études Françaises pour Étudiants Étrangers für den besten Certificat d’Études Politiques(CEP)-Abschluss des Studienjahres 1990/1991 in Aix-en-Provence
- 1997: Ethik-Preis des Deutschen Allgemeinen Sonntagsblattes, für die in der Dissertation entwickelte Idee einer Umweltpflichtigkeit der Souveränität
- 2006: Credit Suisse Award for Best Teaching der Studentenschaft der Universität St. Gallen (HSG)
- 2010: 3. Preis beim Wettbewerb „Grenzen fließen“ der Johanna-von-Pfirt-Gesellschaft. Für die mit Hans Martin Tschudi herausgegebenen Schriften zur Grenzüberschreitenden Zusammenarbeit.[4]
- 2011: Ruf zurück nach Deutschland mit Unterstützung des Programms „Rückkehr deutscher Wissenschaftler aus dem Ausland“ der German Scholars Organization auftrags der Alfried Krupp von Bohlen und Halbach-Stiftung

## Werke (Auswahl)
Autorschaft
- Die Umweltpflichtigkeit der Souveränität. Reichweite und Schranken territorialer Souveränitätsrechte über die Umwelt und die Notwendigkeit eines veränderten Verständnisses staatlicher Souveränität. Dissertation. Schriften zum Umweltrecht, Band 88. Duncker und Humblot, Berlin 1998, ISBN 3-428-09364-X.
- Kulturgüterschutz – Entwicklung, Struktur und Dogmatik eines ebenenübergreifenden Normensystems. Habilitationsschrift. Mohr Siebeck, Tübingen 2005, ISBN 978-3-16-148643-2.
- Gottvertrauen als Kraft zur Veränderung – Der Aufstand in der arabischen Welt im Spiegel der Bachkantate „In allen meinen Taten.“ In: Neue Zürcher Zeitung vom 2. April 2011. (online)[5]

Herausgeberschaft
- Kerstin Odendahl und Peter Johannes Weber (Hrsg.): Kulturgüterschutz – Kunstrecht – Kulturrecht. Festschrift für Kurt Siehr zum 75. Geburtstag. Schriften zum Kunst- und Kulturrecht Band 8. Dike, Zürich 2010, ISBN 978-3-03751-293-7.
- Kerstin Odendahl, Benjamin Schindler, Hans Martin Tschudi (Hrsg.): Schriften zur Grenzüberschreitenden Zusammenarbeit. Dike Verlag, Zürich/St. Gallen, 2009 ff.[6]